# Дитрих Бонхьофер
Дитрих Бонхьофер (на немски: Dietrich Bonhoeffer, 4 февруари 1906 г. – 9 април 1945 г.) е германски лютерански пастор, богослов, антинацистки дисидент, и ключов член-основател на Църквата на изповедта. Син е на психиатъра Карл Бонхьофер. Неговите съчинения за ролята на християнството в нерелигиозния свят са станали широко влиятелни, а неговата книга „Цената на ученичеството“ става модерна класика.
Отделно от богословските си трудове, Бонхьофер е известен с непоколебимата си съпротива срещу нацистката диктатура, включително гласна опозиция срещу хитлеровата програма за евтаназия и геноцида над евреите. Той е арестуван през април 1943 г. от Гестапо и хвърлен в затвора Тегел за година и половина. По-късно е преместен в нацистки концентрационен лагер. След като е наклеветен в заговор за убийство на Адолф Хитлер, той набързо е разпитан заедно с други обвинени заговорници, включително бивши членове на Абвера (германското военно разузнаване) и след това е екзекутиран чрез обесване на 9 април 1945 г., докато нацисткият режим вече се срива, само две седмици преди съюзническите сили да освободят лагера и три седмици преди самоубийството на Хитлер.